# Cristianització de Lituània

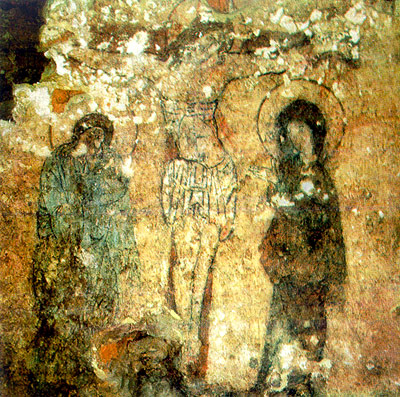
Un fresc a la catedral de Vílnius, datat en els temps de la cristianització de Lituània.

La Cristianització de Lituània (en lituà:Lietuvos krikštas) va ser l'esdeveniment que va tenir lloc en 1387, iniciat pel Gran Duc de Lituània i Rei de Polònia Ladislau II Jagelló amb el seu cosí Vitautas, que va significar l'adopció oficial del cristianisme pels lituans, una de les últimes nacions paganes a Europa. Aquest esdeveniment va finalitzar un dels més complicats i llargs processos de cristianització de la història.

## Història

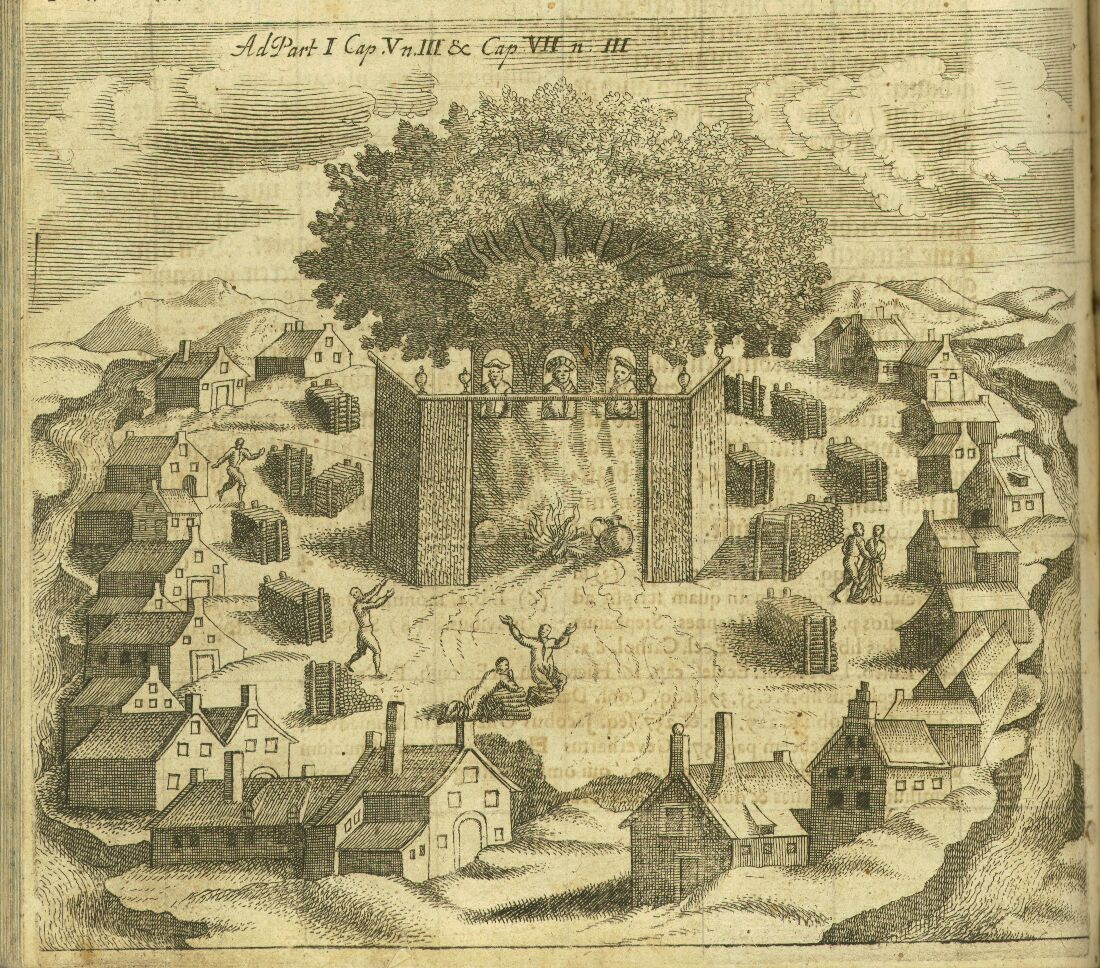
Santuari de Romuva a Prússia.

### Primers contactes amb el cristianisme oriental ortodox
S'estima que l'inici dels contactes generalitzats i extensius dels lituans amb la religió cristiana coincideix amb el primer període de formació del seu estat. La primera menció de Lituània als Annals de Quedlinburg en 1009 està relacionada amb el viatge de missioners catòlics romans encapçalats per Brunó de Querfurt no lluny de la frontera de Lituània, viatge en el qual van ser batejats diversos governants sudovians. Tanmateix, els lituans tenien contactes més actius amb la Rus de Kíev i altres estats eslaus orientals, que tenien l'Església Ortodoxa com la seva religió des de la cristianització de la Rus de Kíev.
Els ducs de Lituània, en estendre els seus dominis a l'est, experimentaren una influència dels estats eslaus culturalment més avançats. Els seus vassalls i el poble van seguir el seu exemple, i manllevaren, per exemple, moltes de les versions eslaves de noms cristians durant els segles xi i xii. Aquests préstecs es van difondre cada vegada més entre la població pagana d'Aukštaitija, tot i que molt menys a Samogítia. La influència del cristianisme orotodox en la cultura pagana lituana s'evidencia en el fet que un terç dels cognoms lituans actuals estan construïts a partir de noms de sants amb origen en l'antic eslau eclesiàstic. Per reforçar aquesta idea, es pot comentar que les paraules lituanes per a "església", "baptisme", "Nadal" i "dejuni" estan classificades com préstecs lingüístics més del rus (o fins i tot belarús que del polonès.

### Baptisme de Mindaugas

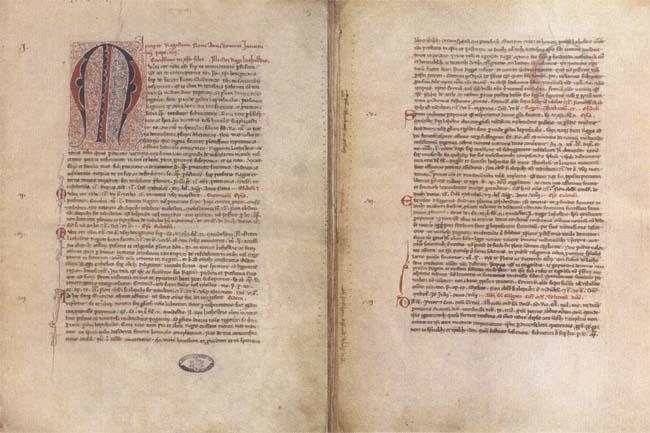
La butlla del Papa Innocenci IV amb referència a la localització de Lituània sota la jurisdicció del Bisbe De Roma, el baptisme de Mindaugas i la seva coronació.

El sorgiment de l'estat monàstic de l'Orde livonià al voltant de les fronteres lituanes, va fer que l'elecció de la religió de l'estat fos un assumpte prioritari. El primer gran duc lituà que va adoptar el ritu llatí va ser Mindaugas, encara que el seu nebot i rival Tautvilas ho havia fet anteriorment, en 1250. Les primeres traduccions de pregàries catòliques des de l'alemany es van fer durant el seu regnat i es coneixen des de llavors.
En 1249, l'aliat de Tautvilas, Daniel de Galítsia va atacar Navahradak, i en 1250, un altre aliat d'aquest, l'Ordre Livona, va organitzar una gran campanya contra les terres de Nalšia i els dominis de Mindaugas a Lituània pròpia. Atacat des del sud i des del nord i davant del risc de rebel·lions a tot arreu, Mindaugas estava en una posició molt difícil, però va ser prou llest com per usar els conflictes entre l'Orde Livonià i l'Arquebisbat de Riga per a seus propis interessos. En 1250 o 1251, Mindaugas va acordar rebre el baptisme i renunciar al control sobre algunes terres de Lituània occidental, per les quals rebria la coronació.

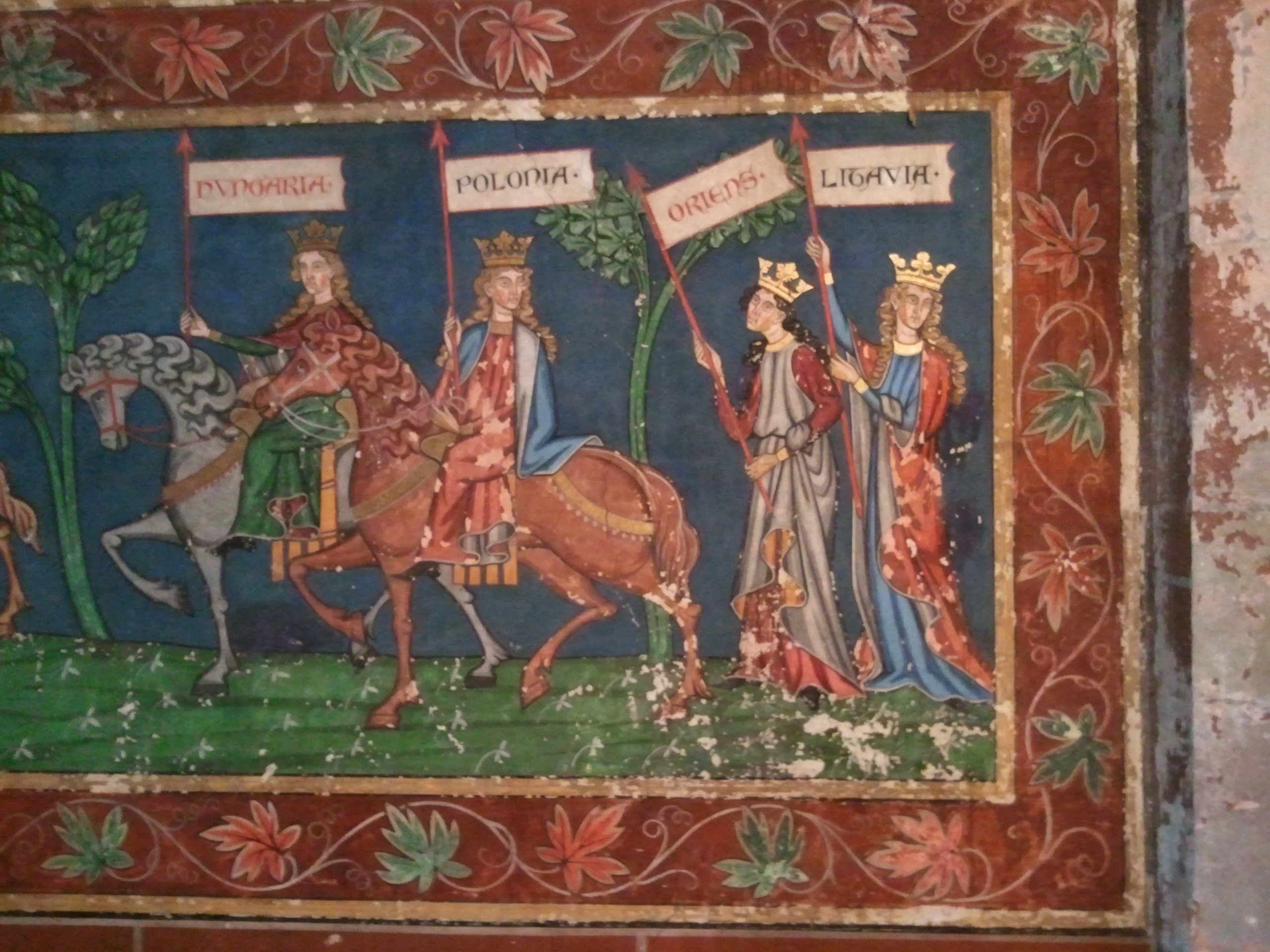
Fresc de Saint-Pierre-li-Jeune a Estrasburg, que retrata el camí de quinze estats europeus cap al cristianisme. Lituània és l'última figura.

Mindaugas i la seva família serien batejats en el ritu catòlic en 1250 o 1251. El 7 de juliol de 1251, el Papa Inocenci IV va promulgar una butla papal on proclamava Lituània com a regne i col·locava l'estat sota la jurisdicció del Bisbe de Roma. Mindaugas i la seva esposa Morta van ser coronats en algun moment durant l'estiu de 1253, i el Regne de Lituània, formalment un estat cristià, va ser establert. Fins i tot després de convertir-se en catòlic, el rei Mindaugas no va deixar d'adorar i sacrificar els seus propis déus. Després que Mindaugas repudiés el cristianisme i expulsés tots els cristians de Lituània en 1261, el Gran Ducat de Lituània va perdre el seu estatus com a regne cristià occidental. Malgrat el baptisme de la família governant, Lituània no era un estat veritablement cristià, ja que no s'havien donat intents fructífers de convertir la població, els lituans i els samogitians mantenien fermament la seva religió ancestral.

### Dubte entre l'Est i l'Oest
Els successors de Mindaugas no van expressar suficient interès a seguir els seus passos. Hi va haver dècades d'indecisió entre les opció llatina i l'ortodoxa. Per a Gediminas i Algirdas, la permanència en el paganisme els fornia d'una eina diplomàtica i una arma útil que els permetia fer promeses de conversió com a mitjans de preservació del seu poder i independència". El Gran Duc Algirdas va ser partidari de l'opció de l'"equilibri dinàmic". Al llarg del seu regnat va temptejar tant al Papat d'Avinyó com al Patriarca de Constantinoble amb la possibilitat d'una conversió;. per la qual cosa es van realitzar diversos intents de negociació per convertir Lituània.
Per protegir-se de més campanyes de l'Orde Teutònic, el cogovernant de Lituània Kęstutis, en 1349 va iniciar negociacions amb el Papa Climent VI per a la conversió i li van ser promeses corones reials per a ell i els seus fills. Algirdas voluntàriament es va quedar al marge d'aquest assumpte, ja que estava ocupat amb la implantació de l'ordre en la part rutena de l'estat. El mitjancer en les negociacions va ser el rei polonès Casimir III, que va iniciar de manera sorprenent un atac sobre Volhynia i Brest l'octubre de 1349 que va arruïnar el pla de Kęstutis. Durant la guerra polonès-lituana per Volínia, el rei Lluís I d'Hongria va oferir un acord de pau a Kęstutis el 15 d'agost de 1351, segons el qual aquest s'havia d'obligar a acceptar el cristianisme i ajudar militarment al Regne d'Hongria a canvi de la corona reial. Kęstutis va confirmar l'acord mitjançant un ritual pagà per convèncer l'altra part. De fet, Kęstutis no tenia intenció de respectar els termes de l'acord i va fugir quan anava de camí a Buda.
Amb el segle xvi, el Gran Ducat de Lituània havia emergit com a successor de la Rus de Kíev en la part occidental dels seus dominis. Encara que el seu sobirà era pagà, la majoria de la població era eslava i ortodoxa. Per legitimar el seu govern en aquestes àrees, la reialesa lituana sovint es va casar amb l'aristocràcia ortodoxa ruríkida de l'Europa Oriental. De resultes d'aquests matrimonis, alguns líders lituans van ser batejats en la fe ortodoxa, de vegades en la seva infantesa (com Švitrigaila) o com a adults. El primer va ser Vaišelga, fill i hereu de Mindaugas, que es va fer monjo al monestir ortodox de Lavraixev a prop de Novgorodok, on més tard establiria un convent.

### Cristianització per Jagelló i Vitautas
L'intent definitiu per cristianitzar Lituània va ser realitzat per Jagelló. La mare russa de Jagelló l'apressava perquè es casés amb Sofia, filla del príncep Dmitri Donskói de Moscou, la qual cosa requeria que es convertís prèviament a l'ortodòxia, i convertiria Lituània en feu del Gran Ducat de Moscou. Aquesta opció, tanmateix, era irreal i no semblava que pogués detenir les croades contra Lituània per part de l'Orde Teutònic. Jagelló va escollir, tenint en compte això, una proposta polonesa, que li casaria amb Eduvigis de Polònia si es convertia al catolicisme. Sobre aquests i altres termes, el 14 d'agost de 1385, al castell de Kreva, Jagelló va acordar adoptar el cristianisme, amb la signatura de la Unió de Krewo.
Jagelló va ser degudament batejat a la Catedral de Wawel, Cracòvia el 15 de febrer de 1386 i va esdevenir Rei de Polònia. El bateig real va ser continuat amb la conversió de la major part de la cort i els cavallers de Jagelló, així com els seus germans Karigaila, Vygantas, Švitrigaila i el seu cosí Vitautas. Jagelló va enviar Dobrogost, bisbe de Poznań, com a ambaixador al Papa Urbà VI amb la petició per a l'establiment d'una seu episcopal a Vílnius i el nomenament d'Andrzej Wasilko com a titular d'aquesta.

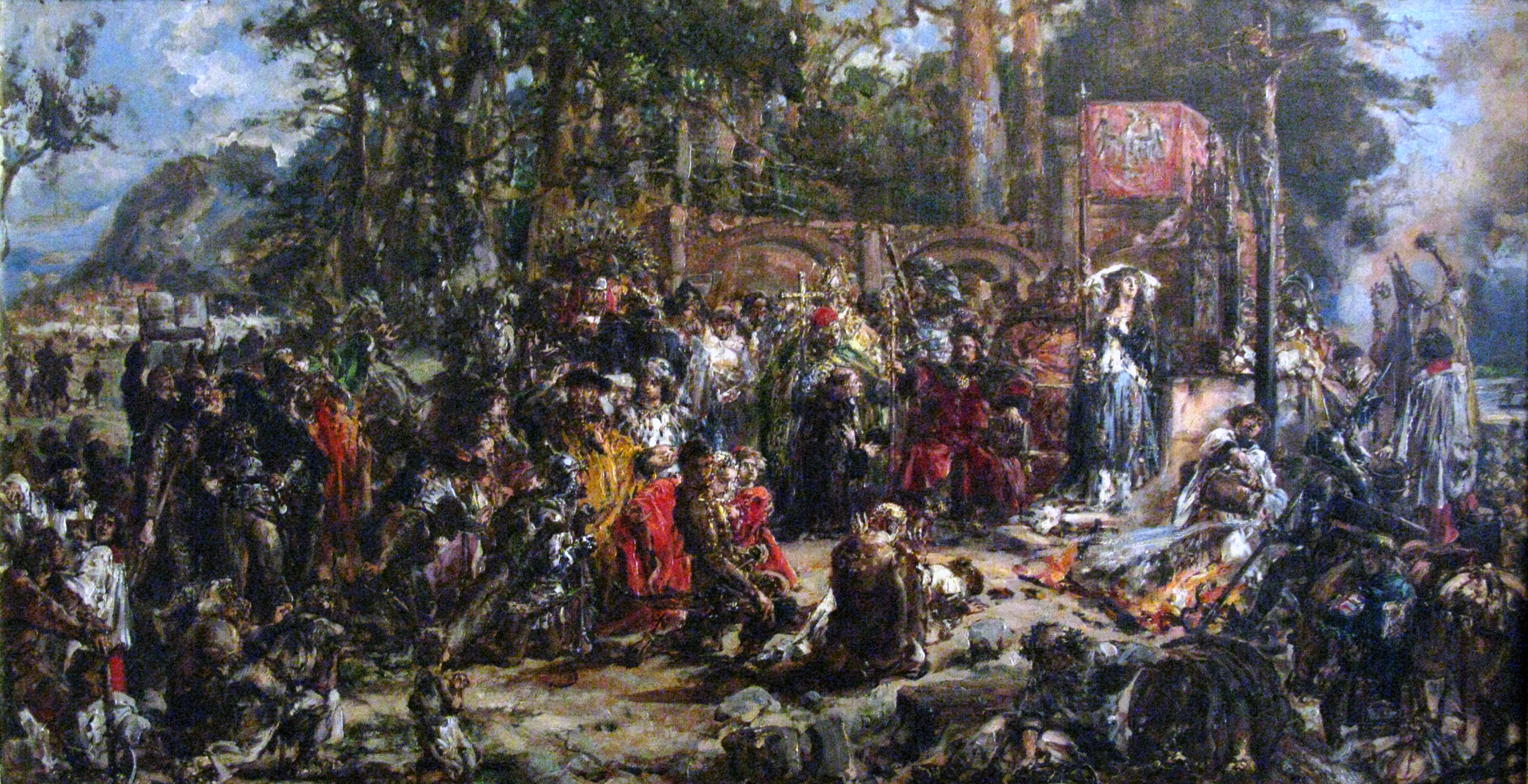
"Baptisme de Lituània" per Jan Matejko

Jagelló va tornar a Lituània el febrer de 1387. El bateig de nobles i els seus camperols es va donar inicialment a la capital, Vílnius, i els seus voltants. La noblesa i alguns camperols a Aukštaitija van ser batejats a la primavera, i serien seguits per la resta de la noblesa lituana.
Es van establir parròquies en la Lituània ètnica i es va construir la nova Catedral de Vílnius al solar d'un temple pagà demolit. D'acord amb la informació de dubtosa exactitud de Jan Długosz, les primeres esglésies parroquials van ser construïdes a les ciutats paganes lituanes de Vilkmergė, Maišiagala, Lyda, Nemenčinė, Medininkai, Krėva, Haina i Abolcy, totes pertanyents al patrimoni de Jagelló. El 19 d'abril de 1389, el Papa Urbà VI va reconèixer l'estatus de Lituània com a estat catòlic romà.
Samogítia va ser l'última regió de la Lituània ètnica en convertir-se al cristianisme en 1413, arran de la derrota de l'Orde Teutònic en la batalla de Grunwald i la Pau de Thorn i la seva tornada al control lituà. El novembre de 1413, el mateix Vitautas va navegar pel riu Niemen i el riu Dubysa, fins als voltants de Betygala, on va batejar els primers grups de samogitians. En 1416, es va iniciar la construcció d'esglésies parroquials. La diòcesi de Samogítia va ser establerta el 23 d'octubre de 1417, amb Maties de Trakai com a primer bisbe. La catedral va ser construïda a Mediniankai al voltant del 1464.

## Conseqüències
Per bé que la majoria dels nobles étnicamente lituans s'havien convertit al catolicisme, el paganisme va romandre fortament arrelat entre la pagesia. Les tradicions paganes van sobreviure durant molt temps entre el poble comú de Lituània i eren practicades encobertament. No hi va haver persecucions de sacerdots o adherents de l'antiga fe. Tanmateix, al segle xvii, per causa de la Contrareforma se li va donar preeminència a la fe Catòlica Romana sobre les anteriors creences paganes.
La conversió i les seves implicacions polítiques van tenir duradores repercussions per a la història de Lituània. Com que la majoria de la població fora de la Lituana autèntica en el Gran Ducat de Lituània era ortodoxa i l'elit, cada vegada més, s'anava convertint al catolicisme, les tensions religioses es van incrementar. Alguns dels Gediminides ortodoxos abandonarien Lituània i anirien a Moscòvia, on donarien lloc a famílies com els Golitsin o els Trubetskói. La població ortodoxa de la present Ucraïna i de la Belarús oriental sovint simpatitzava amb els governants de Moscòvia, que es descrivien a si mateixos com els campions de l'ortodòxia. Aquests sentiments van contribuir a revessos com la batalla de Vedroixa, que va mutilar el Gran Ducat i va menyscabar la seva posició com a poder dominant a Europa Oriental.
D'altra banda, la conversió al catolicisme romà va facilitar la integració de Lituània en l'esfera cultural de l'Europa Occidental i va aplanar el camí per a l'aliança política de Lituània i Polònia, que es va materialitzar en la Unió de Lublin de 1569.